# 國際刑事法院在烏克蘭的調查
國際刑事法院在烏克蘭的調查，或稱烏克蘭情況調查，是由國際刑事法院的檢察官對自2013年11月21日廣場革命以及在俄烏戰爭，包括2014年俄羅斯聯邦併吞克里米亞、頓巴斯戰爭和2022年俄羅斯入侵烏克蘭期間可能發生的戰爭罪和危害人類罪進行持續調查，且調查範圍不設上限。2022年3月2日，國際刑事法院檢察官在收到39個國際刑事法院締約國要求其調查烏克蘭局勢後，開始了這些調查。

## 初步審查
截至2022年2月，烏克蘭並未成為國際刑事法院《羅馬規約》的締約國。在2014年和2015年，烏克蘭政府正式請求國際刑事法院調查可能發生在烏克蘭的俄羅斯戰爭罪和反人類罪，包括2014年歐洲廣場示威和動亂、俄羅斯對克里米亞的吞併以及頓巴斯戰爭。第一份聲明包含從2013年11月21日到2014年2月22日的日子，涵蓋整個烏克蘭領土。第二份聲明要求從2014年2月20日開始進行無限期調查，同樣涵蓋了整個烏克蘭領土。
2014年4月25日，國際刑事法院開始對上述事件中可能發生反人類罪進行初步審查。2020年12月11日，國際刑事法院檢察官發現「有合理的理由相信發生了戰爭罪和反人類罪」，「所指控的罪行（截至2020年12月）是可被採納的」，並且「有進行調查的合理依據，須經司法授權」。

## 轉介、管轄權和授權
2022年2月25日，在俄羅斯入侵烏克蘭開始的第二天，國際刑事法院檢察官卡里姆·汗（Karim Khan）表示，國際刑事法院可以「行使其管轄權，調查在烏克蘭境內發生的任何種族滅絕、反人類罪或戰爭罪行。」汗在2022年2月28日表示，他打算啟動全面的國際刑事法院調查，並請求他的團隊「探索所有的證據保存機會」。他表示，如果國際刑事法院的成員國轉介調查案件，根據《羅馬規約》第13條(a)條款，比自行調查根據第13條(c)條款更快建立管轄權。
立陶宛總理因格麗達·希莫尼特於2022年2月28日表示，立陶宛已要求國際刑事法院開展調查。2022年3月2日，汗表示他已經收到了39個國家的轉介，使他能夠根據《羅馬規約》第14條開展調查。汗表示，檢察官辦公室已經「確認可能會被受理的案件」。2022年3月11日，日本和北馬其頓加入了轉介國行列，將轉介國總數增加到41個。2022年3月1日或2日，烏克蘭局勢被指定給國際刑事法院的預審第二庭審判，由法官安托萬·凱西亞-姆貝·赫特（Antoine Kesia-Mbe Mindua）、赤根智子（Tomoko Akane）和羅薩里奧·薩爾瓦多·艾塔拉（Rosario Salvatore Aitala）擔任，他們需要在接到檢察官汗的授權請求後決定是否授權進行調查。

## 調查
檢察官汗在2022年3月3日宣布，已派遣一支由「調查員、律師和具有特定運營計畫經驗的人員」組成的初步團隊前往「烏克蘭地區」開始收集證據。2022年3月11日，他宣布他的辦公室已經建立了一個專門的入口網站，供任何持有與烏克蘭局勢相關資訊的人聯繫國際刑事法院調查人員。
2022年3月16日，國際刑事法院檢察官親自前往烏克蘭西部和波蘭，實地評估烏克蘭的情況。在此訪問期間，國際刑事法院檢察官與烏克蘭外交部長和檢察總長會面，並以視訊方式與烏克蘭總統弗拉基米爾·澤連斯基會面。國際刑事法院檢察官支持澤連斯基的觀點，認為應該盡一切可能確保敵對行為不會導致違反國際人道法，並聲明其辦公室可以調查和起訴任何故意針對平民或平民目標的攻擊。

## 逮捕令
2023年2月22日，汗要求第二審前調查法庭發出逮捕令，對俄羅斯總統弗拉基米爾·普京和俄羅斯兒童權利專員瑪麗亞·利沃娃-別洛娃進行逮捕，理由是「有充分理由相信他們對於非法從烏克蘭佔領區遣返和轉移烏克蘭兒童承擔刑事責任，違反《羅馬規約》第8(2)(a)(vii)條和第8(2)(b)(viii)條」。汗表示，「至少數百名兒童」已經被遣返到俄羅斯，普京發布的總統令使這些兒童更容易獲得俄羅斯公民身份。汗的辦公室解釋這些事件是「意圖永久從他們的祖國中移除這些兒童」。
2023年3月17日，第二審前調查法庭發出了對普京和利沃娃-別洛娃的逮捕令。
2024年3月5日，第二審前調查法庭發出了對俄羅斯遠程航空司令謝爾蓋·科貝拉什及據報上月被解僱的黑海艦隊前司令維克托·索科洛夫的逮捕令。
2024年6月25日，法庭對俄羅斯聯邦安全會議秘書兼前國防部長谢尔盖·绍伊古及俄軍總參謀長瓦列里·格拉西莫夫發出拘捕令。

## 資源
2022年3月4日，歐盟司法部長要求歐洲檢察官組織支持國家法院和國際刑事法院的戰爭罪和反人類罪調查。2022年3月23日，法國歐洲及外交事務部宣布將向國際刑事法院提供50萬歐元的額外資金，並表示如果需要，將增加支援。

## 執法問題

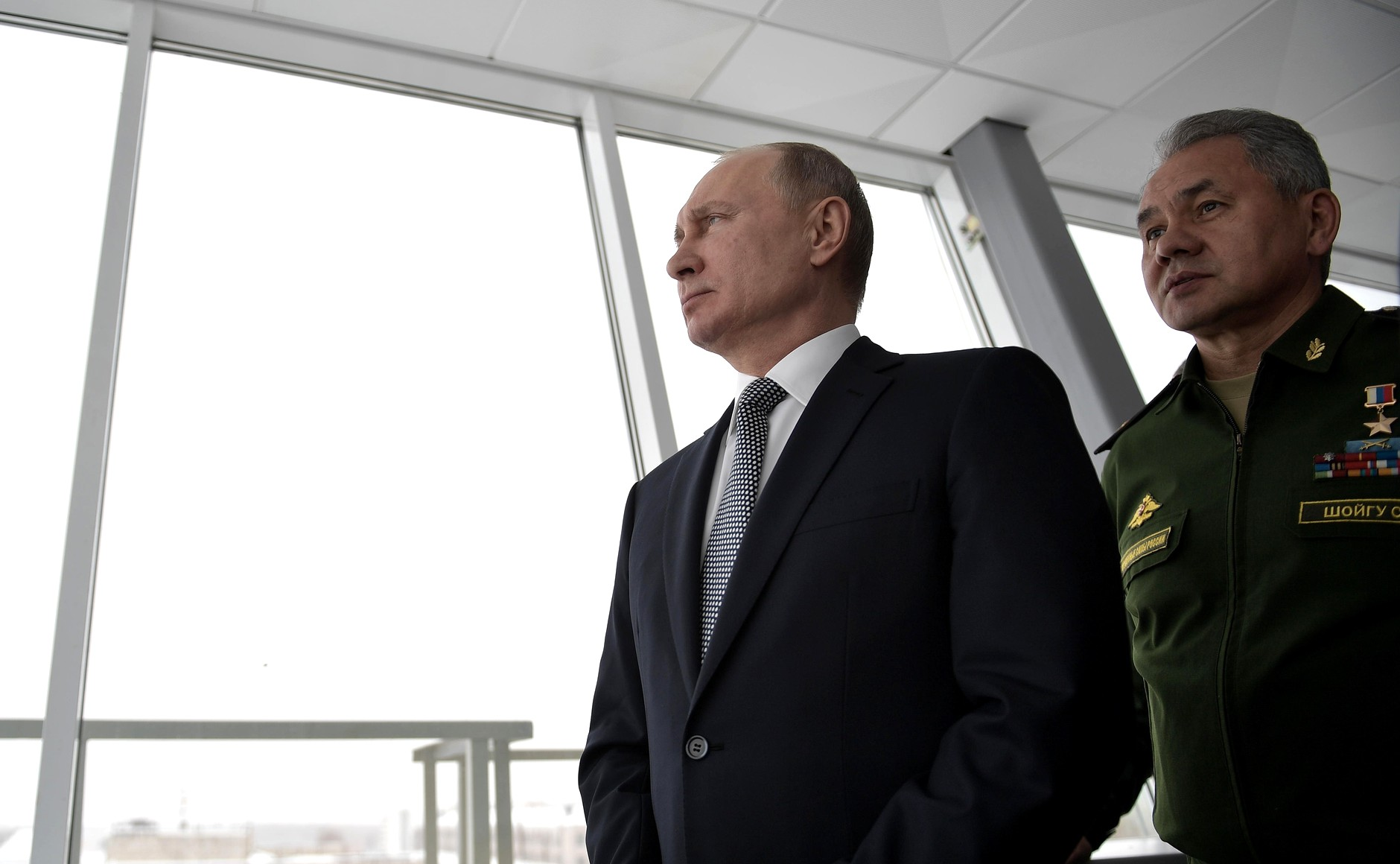
俄羅斯總統弗拉基米爾·普京和俄羅斯國防部長謝爾蓋·紹伊古被指控犯有戰爭罪。

國際刑事法院依賴成員國協助調查和執法，但是許多國家不是國際刑事法院的成員國，包括印度、中華人民共和國和美國。俄羅斯於2016年退出了國際刑事法院，因國際刑事法院判定俄羅斯對克里米亞的入侵屬於「持續佔領」。因此，俄羅斯沒有法律上的義務與國際刑事法院合作，並且不太可能將嫌疑人移交受審或起訴，特別是總統弗拉基米爾·普京。
自俄羅斯不是國際刑事法院的成員，因此很難對位於俄羅斯領土上的嫌犯進行逮捕和起訴。而早在2022年4月，美國當局已經表示，美國將協助國際刑事法院起訴俄羅斯總統普京等人在入侵烏克蘭期間犯下的戰爭罪行。2023年3月19日，德國聯邦司法部長馬可·布施曼在接受採訪時證實，如果普京踏上德國土地，德國將逮捕他。

## 外部鏈結
- 國際刑事法院在烏克蘭的概況 Archive.today的存檔，存档日期2022-02-24
- 檢察官辦公室聯繫途徑 （页面存档备份，存于）